# Too Drunk to Fuck
Too Drunk to Fuck è un brano musicale del gruppo hardcore punk dei Dead Kennedys, pubblicato come singolo nel maggio 1981 (B-side The Prey), e successivamente incluso nell'album raccolta Give Me Convenience or Give Me Death del 1987.

## Il brano
Il singolo raggiunse la posizione numero 36 nella Official Singles Chart britannica, nonostante alcuni negozi si rifiutarono di esporre il 45 giri a causa del titolo volgare. Fu il primo singolo ad entrare nella UK Top 40 che contenesse la parola "fuck" nel titolo. Venne messo al bando dalla BBC Radio 1 che si rifiutò di trasmettere il pezzo. Nelle liste delle varie classifiche, veniva abitualmente indicato come Too Drunk To. Quando il 45 giri entrò nella Top 40, il presentatore Tony Blackburn si riferì alla canzone dicendo semplicemente "un disco di un gruppo che si autodefinisce The Dead Kennedys", evitando accuratamente di citare il titolo della canzone.
Il brano è sorretto da un possente riff surf rock/garage rock opera del chitarrista East Bay Ray, e termina con il rumore di un uomo che vomita.

## Controversie
Quando i membri del gruppo (ad eccezione di Biafra) diedero il permesso di utilizzare Too Drunk to Fuck nel film Grindhouse. Quasi immediatamente, Biafra criticò aspramente la scelta degli ex compagni di band, specificando quanto fosse stato squallido aver visto utilizzare il brano (nella reinterpretazione dei Nouvelle Vague) in una scena di stupro, dichiarando: «Certa gente farebbe di tutto per i soldi». Il resto della band replicò dicendo di aver donato in beneficenza quanto ricevuto dalla produzione per l'utilizzo della canzone nel film.

## Altre interpretazioni
Il brano è stato coverizzato dal gruppo musicale melodic death metal svedese Hypocrisy e, ha dato il titolo all'omonimo EP pubblicato nel 2013.